# Spilosoma albiramis
Spilosoma albiramis är en fjärilsart som beskrevs av Embrik Strand 1919. Spilosoma albiramis ingår i släktet Spilosoma och familjen björnspinnare. Inga underarter finns listade i Catalogue of Life.